# Sybra postalbomarmorata
Sybra postalbomarmorata là một loài bọ cánh cứng trong họ Cerambycidae.